# Motomondiale 1966
La stagione 1966 è stata la diciottesima del Motomondiale; le prove in calendario furono 12 con l'estromissione rispetto all'anno precedente del Gran Premio motociclistico degli USA. Solo la classe 250 disputerà tutti i gran premi. In alcuni casi cambiarono il circuito di gara, fu questo il caso di Francia, Germania e Giappone; curiosamente anche il Tourist Trophy dovette cambiare data di effettuazione, a causa di scioperi dei marittimi britannici venne disputato alla fine di agosto anziché nei più classici maggio/giugno abituali.

## Il contesto
Sempre nessuna novità in merito ai punteggi assegnati ai primi 6 di ogni gara e al conteggio a fine anno.
Il tedesco Hans-Georg Anscheidt fece rivincere il Mondiale 50 alla Suzuki, mentre lo svizzero Luigi Taveri portò di nuovo alla vittoria la Honda in 125, con la RC148 5 cilindri. Mike Hailwood, al ritorno in Honda dopo cinque stagioni in MV Agusta, dominò la 250; più difficile invece la vittoria in 350. Giacomo Agostini, alla seconda stagione a Cascina Costa, conquistò il suo primo Campionato del Mondo, lasciandosi alle spalle l'ex compagno di squadra e il privato australiano Jack Findlay. Il titolo dei costruttori andò, per tutte e 4 le classi in singolo alla Honda.
Nei sidecar, divenuti una sorta di "monomarca" BMW, secondo titolo consecutivo (con "en plein" di vittorie) per l'elvetico Fritz Scheidegger.
Da notare che le due case motociclistiche cecoslovacche Jawa e ČZ, già facenti parte dello stesso gruppo nazionalizzato, si presentarono sotto una comune denominazione di Jawa-CZ.
Per vari motivi, al termine dell'anno, diversi piloti già campioni mondiali si ritirarono dall'attività: Ernst Degner, Tarquinio Provini, Jim Redman, Hugh Anderson e Max Deubel.

## Il calendario
| Data Resoconto         | Gran Premio (Circuito)                   | Vincitori            | Vincitori    | Vincitori        | Vincitori        | Vincitori         | Vincitori                       |
| Data Resoconto         | Gran Premio (Circuito)                   | classe 50            | classe 125   | classe 250       | classe 350       | classe 500        | sidecar                         |
| 8 maggio Resoconto     | GP di Spagna (Montjuïc)                  | Luigi Taveri         | Bill Ivy     | Mike Hailwood    |                  |                   |                                 |
| 22 maggio Resoconto    | GP della Germania Ovest (Hockenheimring) | Hans-Georg Anscheidt | Luigi Taveri | Mike Hailwood    | Mike Hailwood    | Jim Redman        | Fritz Scheidegger John Robinson |
| 29 maggio Resoconto    | GP di Francia (Clermont-Ferrand)         |                      |              | Mike Hailwood    | Mike Hailwood    |                   | Fritz Scheidegger John Robinson |
| 25 giugno Resoconto    | GP d'Olanda (Assen)                      | Luigi Taveri         | Bill Ivy     | Mike Hailwood    | Mike Hailwood    | Jim Redman        | Fritz Scheidegger John Robinson |
| 3 luglio Resoconto     | GP del Belgio (Spa)                      |                      |              | Mike Hailwood    |                  | Giacomo Agostini  | Fritz Scheidegger John Robinson |
| 17 luglio Resoconto    | GP della Germania Est (Sachsenring)      |                      | Luigi Taveri | Mike Hailwood    | Giacomo Agostini | František Šťastný |                                 |
| 24 luglio Resoconto    | GP di Cecoslovacchia (Brno)              |                      | Luigi Taveri | Mike Hailwood    | Mike Hailwood    | Mike Hailwood     |                                 |
| 7 agosto Resoconto     | GP di Finlandia (Imatra)                 |                      | Phil Read    | Mike Hailwood    | Mike Hailwood    | Giacomo Agostini  |                                 |
| 20 agosto Resoconto    | GP dell'Ulster (Dundrod)                 |                      | Luigi Taveri | Ginger Molloy    | Mike Hailwood    | Mike Hailwood     |                                 |
| 28 agosto Resoconto    | Tourist Trophy (Mountain Circuit)        | Ralph Bryans         | Bill Ivy     | Mike Hailwood    | Giacomo Agostini | Mike Hailwood     | Fritz Scheidegger John Robinson |
| 11 settembre Resoconto | GP delle Nazioni (Monza)                 | H.G. Anscheidt       | Luigi Taveri | Mike Hailwood    | Giacomo Agostini | Giacomo Agostini  |                                 |
| 15 ottobre Resoconto   | GP del Giappone (Fuji)                   | Yoshimi Katayama     | Bill Ivy     | Hiroshi Hasegawa | Phil Read        |                   |                                 |

## Sistema di punteggio e legenda
| Pos.  | 1 | 2 | 3 | 4 | 5 | 6 | 7> |
| ----- | - | - | - | - | - | - | -- |
| Punti | 8 | 6 | 4 | 3 | 2 | 1 | 0  |

## Le classi

### Classe 500

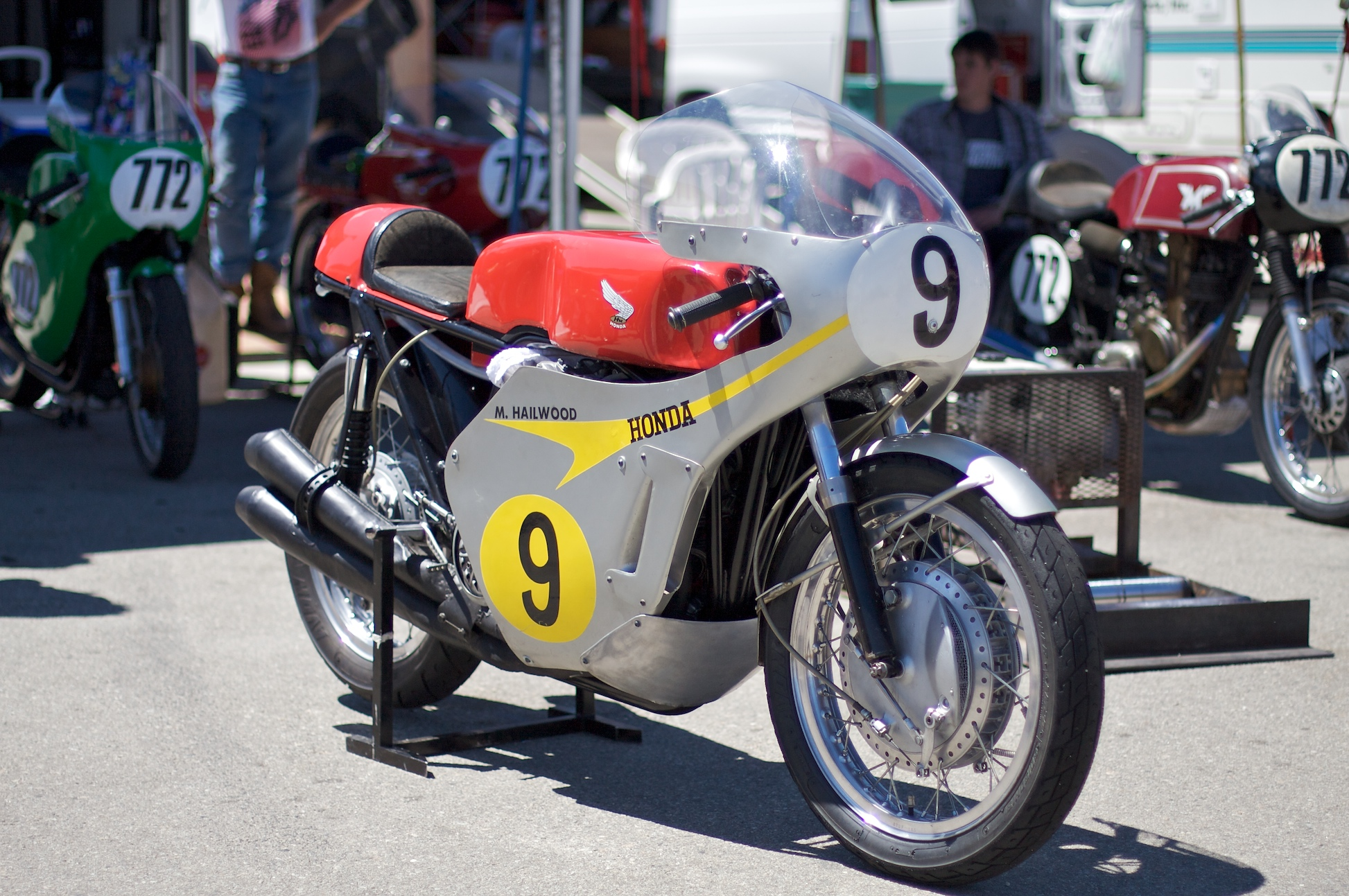
La Honda di Mike Hailwood.

Alla prima gara della stagione, il GP di Germania, si vide la prima vittoria in questa classe da parte della esordiente Honda con alla guida Jim Redman.
Nonostante la vittoria anche nel GP successivo da parte dello stesso pilota (Redman fu successivamente penalizzato da un incidente e annunciò il suo ritiro dalle competizioni) e le tre ottenute sulla stessa motocicletta da parte di Mike Hailwood, Honda ottenne solo il titolo costruttori ed il titolo iridato piloti arrise invece a Giacomo Agostini su MV Agusta.
In occasione del Gran Premio motociclistico delle Nazioni, grazie al quarto posto ottenuto dal pilota britannico Fred Stevens, la Paton ottenne i suoi primi punti iridati nella storia della classe regina.
Il calendario prevedeva la presenza della 500 in 9 delle 12 tappe e, oltre a Honda e MV che si aggiudicarono rispettivamente 5 e 3 successi, anche la casa cecoslovacca Jawa-ČZ si iscrisse all'albo d'oro grazie alla vittoria di František Šťastný nel Gran Premio motociclistico della Germania Est.

Classifica piloti (prime 5 posizioni)
| Pos. | Pilota            | Moto      |    |    |    |     |     |     |     |     |   |   |     |    | P.ti    |
| ---- | ----------------- | --------- | -- | -- | -- | --- | --- | --- | --- | --- | - | - | --- | -- | ------- |
| 1    | Giacomo Agostini  | MV Agusta | NE | 2  | NE | 2   | 1   | Rit | 2   | 1   | 2 | 2 | 1   | NE | 36 (54) |
| 2    | Mike Hailwood     | Honda     | NE |    | NE | Rit | Rit | Rit | 1   | 2   | 1 | 1 | Rit | NE | 30      |
| 3    | Jack Findlay      | Matchless | NE | 11 | NE | 6   | Rit | 2   | 4   | 3   | 4 | 8 | 3   | NE | 20 (21) |
| 4    | František Šťastný | Jawa-ČZ   | NE |    | NE | 3   |     | 1   | Rit | Rit | 3 | 6 | Rit | NE | 17      |
| 5    | Jim Redman        | Honda     | NE | 1  | NE | 1   | Rit |     |     |     |   |   |     | NE | 16      |
| Pos. | Pilota            | Moto      |    |    |    |     |     |     |     |     |   |   |     |    | P.ti    |

| Legenda                                                                        | 1º posto        | 2º posto        | 3º posto | A punti      | Senza punti        | Grassetto=Pole position Corsivo=Giro più veloce |
| Legenda                                                                        | Gara non valida | Non qualificato | Ritirato | Squalificato | "-" Dato non disp. | Grassetto=Pole position Corsivo=Giro più veloce |
| Fonte dei dati: motogp.com, racingmemo.free.fr, autosport.com, jumpingjack.nl. |                 |                 |          |              |                    |                                                 |

### Classe 350
In 350 si invertirono le due posizioni tra i due contendenti della classe regina; in questo caso fu Hailwood su Honda a sopravanzare Agostini su MV Agusta; al terzo posto arrivò invece Renzo Pasolini su un'Aermacchi.
Su 10 gare disputate 6 furono appannaggio di Hailwood e 3 di Agostini, con l'ultimo successo, proprio all'epilogo stagionale del Gran Premio motociclistico del Giappone fu di Phil Read alla guida di una Yamaha (in questa gara la Honda ufficiale non si presentò al via).
Classifica piloti (prime 5 posizioni)
| Pos. | Pilota            | Moto      |    |     |   |   |    |     |   |     |     |     |   |   | P.ti    |
| ---- | ----------------- | --------- | -- | --- | - | - | -- | --- | - | --- | --- | --- | - | - | ------- |
| 1    | Mike Hailwood     | Honda     | NE | 1   | 1 | 1 | NE | Rit | 1 | 1   | 1   | Rit |   |   | 48      |
| 2    | Giacomo Agostini  | MV Agusta | NE | Rit | 2 | 2 | NE | 1   | 2 | Rit | 2   | 1   | 1 |   | 42 (48) |
| 3    | Renzo Pasolini    | Aermacchi | NE | -   | 5 | 3 | NE | 4   | 5 | -   | -   |     | 2 | - | 17      |
| 4    | František Šťastný | Jawa      | NE | -   | - | 6 | NE | 2   | 4 | 6   | Rit | 9   | 5 |   | 13      |
| 5    | Gustav Havel      | Jawa      | NE | 5   | - | 5 | NE | 3   | - | Rit | 4   | Rit | 6 |   | 12      |
| Pos. | Pilota            | Moto      |    |     |   |   |    |     |   |     |     |     |   |   | P.ti    |

| Legenda                                                                        | 1º posto        | 2º posto        | 3º posto | A punti      | Senza punti        | Grassetto=Pole position Corsivo=Giro più veloce |
| Legenda                                                                        | Gara non valida | Non qualificato | Ritirato | Squalificato | "-" Dato non disp. | Grassetto=Pole position Corsivo=Giro più veloce |
| Fonte dei dati: motogp.com, racingmemo.free.fr, autosport.com, jumpingjack.nl. |                 |                 |          |              |                    |                                                 |

### Classe 250
Dopo quello della 350, Mike Hailwood si aggiudicò, sempre su Honda anche il titolo della quarto di litro, sopravanzando piuttosto nettamente Phil Read su Yamaha e il compagno di squadra Jim Redman (quest'ultimo peraltro aveva partecipato solo ai primi gran premi, annunciando poi il suo ritiro dalle competizioni).
Presente in tutte le prove della stagione, in 250 si registrarono 10 vittorie su 12 da parte di Hailwood; le uniche due sfuggitegli furono quella del Gran Premio motociclistico dell'Ulster ottenuta da Ginger Molloy su Bultaco (fu questa la prima vittoria della casa spagnola) e quella del Gp del Giappone andato al pilota di casa Hiroshi Hasegawa su Yamaha (con le Honda ufficiali assenti anche in questo caso).
Classifica piloti (prime 5 posizioni)
| Pos. | Pilota        | Moto   |     |     |   |   |   |   |   |   |     |     |   |   | P.ti    |
| ---- | ------------- | ------ | --- | --- | - | - | - | - | - | - | --- | --- | - | - | ------- |
| 1    | Mike Hailwood | Honda  | 1   | 1   | 1 | 1 | 1 | 1 | 1 | 1 |     | 1   | 1 |   | 56 (80) |
| 2    | Phil Read     | Yamaha | Rit | Rit | 3 | 2 | 2 | 2 | 2 | - | Rit | Rit | - | 2 | 34      |
| 3    | Jim Redman    | Honda  | Rit | 2   | 2 | 3 | 3 | - |   |   |     |     |   |   | 20      |
| 4    | Derek Woodman | MZ     | 2   | 4   | 4 | 4 | 4 | - | - | - | -   |     | - |   | 18      |
| 5    | Heinz Rosner  | MZ     | 6   | -   | 5 | - | - | 5 | 3 | - | Rit | Rit | 2 |   | 15      |
| -    | Stuart Graham | Honda  |     | -   | - | - | - | 4 | - | 2 | Rit | 2   | - |   | 15      |
| Pos. | Pilota        | Moto   |     |     |   |   |   |   |   |   |     |     |   |   | P.ti    |

| Legenda                                                                        | 1º posto        | 2º posto        | 3º posto | A punti      | Senza punti        | Grassetto=Pole position Corsivo=Giro più veloce |
| Legenda                                                                        | Gara non valida | Non qualificato | Ritirato | Squalificato | "-" Dato non disp. | Grassetto=Pole position Corsivo=Giro più veloce |
| Fonte dei dati: motogp.com, racingmemo.free.fr, autosport.com, jumpingjack.nl. |                 |                 |          |              |                    |                                                 |

### Classe 125

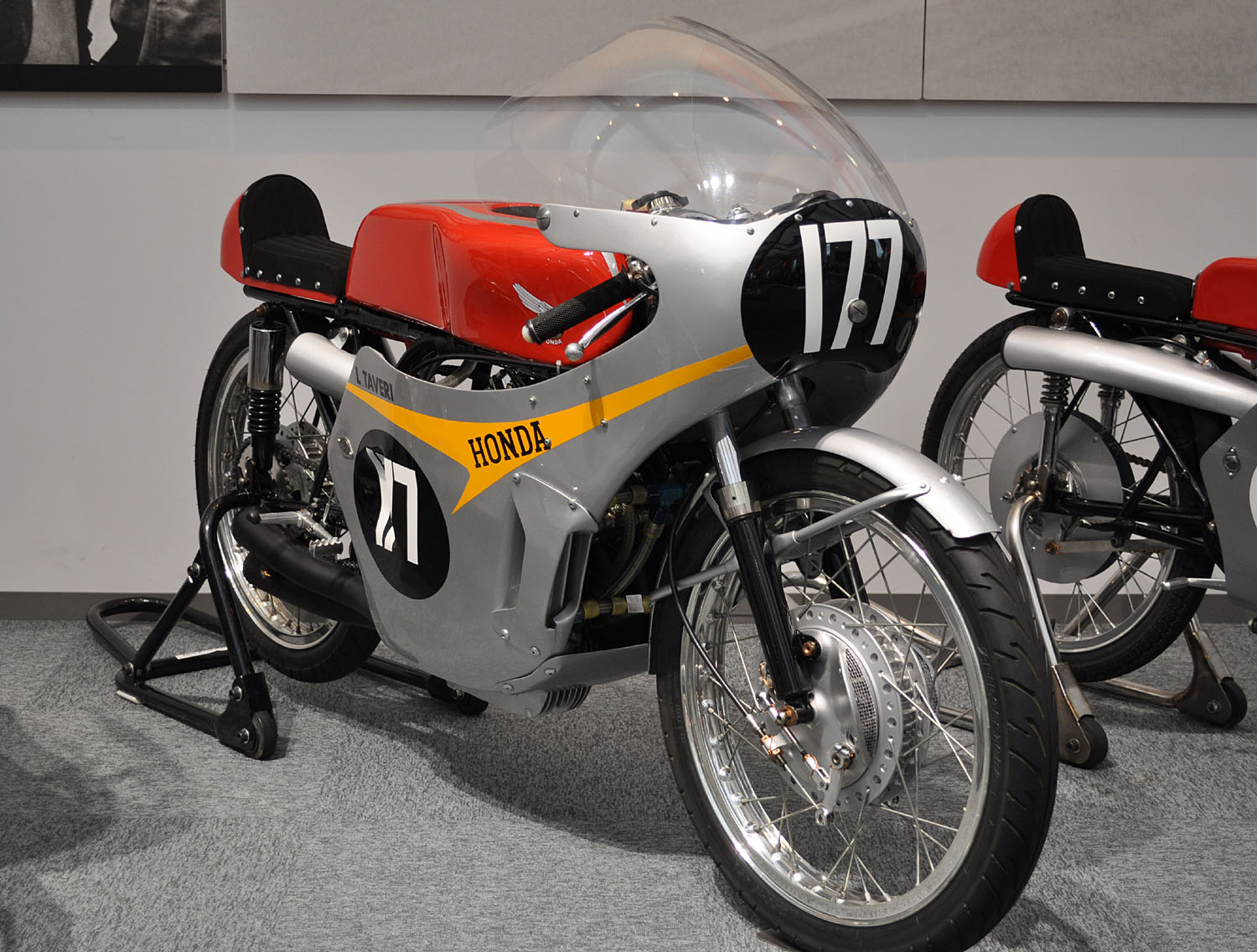
La Honda RC149.

Nell'ottavo di litro tornò alla vittoria il pilota svizzero Luigi Taveri, al terzo titolo della classe dopo quelli già ottenuti nel 1962 e nel 1964.
Taveri si aggiudicò anche la metà delle 10 prove in programma; le restanti furono tutte appannaggio di piloti Yamaha: 4 di Bill Ivy (secondo nella classifica finale) e una di Phil Read.
C'è peraltro da tener presente che le Honda ufficiali non si schierarono al via dell'ultima prova in Giappone, ufficialmente per motivi di sicurezza ma, secondo gli osservatori, anche per il fatto che il gran premio di casa fosse stato spostato dal circuito di Suzuka (di proprietà proprio della casa motociclistica) a quello del Fuji.

Classifica piloti (prime 5 posizioni)
| Pos. | Pilota        | Moto   |     |   |    |   |    |   |     |   |   |   |   |   | P.ti    |
| ---- | ------------- | ------ | --- | - | -- | - | -- | - | --- | - | - | - | - | - | ------- |
| 1    | Luigi Taveri  | Honda  | 2   | 1 | NE | 2 | NE | 1 | 1   | 2 | 1 | 8 | 1 |   | 46 (58) |
| 2    | Bill Ivy      | Yamaha | 1   | - | NE | 1 | NE | 3 | 3   | - |   | 1 | 3 | 1 | 40 (44) |
| 3    | Ralph Bryans  | Honda  | 3   | 2 | NE | - | NE | 6 | 2   | 3 | 2 | 7 | 2 |   | 32 (33) |
| 4    | Phil Read     | Yamaha | 4   | 3 | NE | 3 | NE | 4 | Rit | 1 | 3 | 2 | 4 | 5 | 29 (37) |
| 5    | Hugh Anderson | Suzuki | Rit | - | NE | 4 | NE | - | 4   | 4 | 5 | 3 | - | - | 15      |
| Pos. | Pilota        | Moto   |     |   |    |   |    |   |     |   |   |   |   |   | P.ti    |

| Legenda                                                                        | 1º posto        | 2º posto        | 3º posto | A punti      | Senza punti        | Grassetto=Pole position Corsivo=Giro più veloce |
| Legenda                                                                        | Gara non valida | Non qualificato | Ritirato | Squalificato | "-" Dato non disp. | Grassetto=Pole position Corsivo=Giro più veloce |
| Fonte dei dati: motogp.com, racingmemo.free.fr, autosport.com, jumpingjack.nl. |                 |                 |          |              |                    |                                                 |

### Classe 50

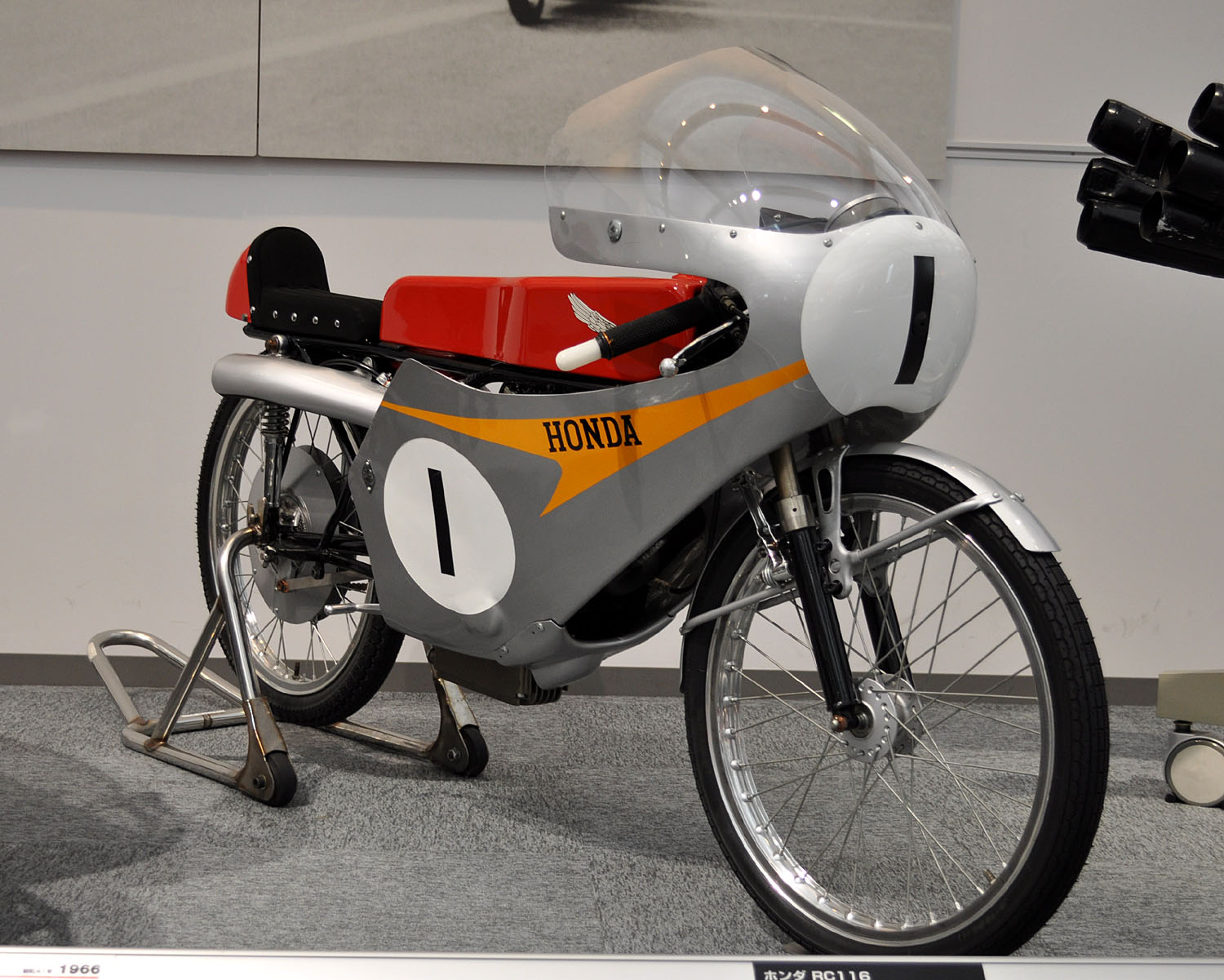
La Honda RC116.

Il campionato della minor cilindrata visse solo su 6 prove, cioè fu presente in solo metà dei gran premi, e si vide un duello tra i piloti equipaggiati con moto Honda e quelli con Suzuki.
Le vittorie furono equamente divise; due furono di Hans-Georg Anscheidt vincitore del titolo piloti e altrettante andarono a Luigi Taveri (terzo alla fine del campionato); una ciascuna le ottennero Ralph Bryans (vincitore del titolo dell'anno precedente e secondo in questo mondiale) e Yoshimi Katayama (quinto).
Anche in questa categoria la squadra Honda ufficiale non si presentò al via nel Gran Premio motociclistico del Giappone.

Classifica piloti (prime 5 posizioni)
| Pos. | Pilota               | Moto   |     |   |    |   |    |    |    |    |    |     |   |   | P.ti    |
| ---- | -------------------- | ------ | --- | - | -- | - | -- | -- | -- | -- | -- | --- | - | - | ------- |
| 1    | Hans-Georg Anscheidt | Suzuki | 2   | 1 | NE | 4 | NE | NE | NE | NE | NE | Rit | 1 | 2 | 28 (31) |
| 2    | Ralph Bryans         | Honda  | 3   | 2 | NE | 2 | NE | NE | NE | NE | NE | 1   | 2 |   | 26 (30) |
| 3    | Luigi Taveri         | Honda  | 1   | 4 | NE | 1 | NE | NE | NE | NE | NE | 2   | 3 |   | 26 (29) |
| 4    | Hugh Anderson        | Suzuki | 4   | 3 | NE | 3 | NE | NE | NE | NE | NE | 3   | 4 | 3 | 16 (22) |
| 5    | Yoshimi Katayama     | Suzuki | Rit | - | NE | 5 | NE | NE | NE | NE | NE | Rit | - | 1 | 10      |
| Pos. | Pilota               | Moto   |     |   |    |   |    |    |    |    |    |     |   |   | P.ti    |

| Legenda                                                                        | 1º posto        | 2º posto        | 3º posto | A punti      | Senza punti        | Grassetto=Pole position Corsivo=Giro più veloce |
| Legenda                                                                        | Gara non valida | Non qualificato | Ritirato | Squalificato | "-" Dato non disp. | Grassetto=Pole position Corsivo=Giro più veloce |
| Fonte dei dati: motogp.com, racingmemo.free.fr, autosport.com, jumpingjack.nl. |                 |                 |          |              |                    |                                                 |

### Classe sidecar
Anche nel 1966 si ripeté la classifica dell'anno precedente con le due BMW di Fritz Scheidegger e di Max Deubel nelle prime due posizioni. Come ormai quasi standard, le motocarrozzette furono quelle che effettuarono il minor numero di gare, solo cinque, e non corsero fuori dall'Europa.
Classifica equipaggi (prime 5 posizioni)
| Pos. | Pilota                                           | Moto |    |   |   |   |   |    |    |    |    |   |    |    | P.ti    |
| ---- | ------------------------------------------------ | ---- | -- | - | - | - | - | -- | -- | -- | -- | - | -- | -- | ------- |
| 1    | Fritz Scheidegger/John Robinson                  | BMW  | NE | 1 | 1 | 1 | 1 | NE | NE | NE | NE | 1 | AN | NE | 24 (40) |
| 2    | Max Deubel/Emil Hörner                           | BMW  | NE | 2 | 3 | 2 | 2 | NE | NE | NE | NE | 2 | AN | NE | 18 (28) |
| 3    | Colin Seeley/Wally Rawlings                      | BMW  | NE | 3 | 2 | - | 5 | NE | NE | NE | NE | 5 | AN | NE | 12 (14) |
| 4    | Georg Auerbacher/Eduard Dein-Wolfgang Kalauch    | BMW  | NE | 4 | 4 | 4 | 3 | NE | NE | NE | NE | 3 | AN | NE | 11 (17) |
| 5    | Klaus Enders/Reinhold Mannischef-Ralf Engelhardt | BMW  | NE | - | - | 7 | 4 | NE | NE | NE | NE | 4 | AN | NE | 6       |
| Pos. | Pilota                                           | Moto |    |   |   |   |   |    |    |    |    |   |    |    | P.ti    |

| Legenda                                                                        | 1º posto        | 2º posto        | 3º posto | A punti      | Senza punti        | Grassetto=Pole position Corsivo=Giro più veloce |
| Legenda                                                                        | Gara non valida | Non qualificato | Ritirato | Squalificato | "-" Dato non disp. | Grassetto=Pole position Corsivo=Giro più veloce |
| Fonte dei dati: motogp.com, racingmemo.free.fr, autosport.com, jumpingjack.nl. |                 |                 |          |              |                    |                                                 |